# Videcom
VIDECOM – Vídeo Comunicações do Brasil é uma produtora de vídeo e multimídia de São Paulo, SP, fundada em 1981 pelo artista plástico, cineasta e hológrafo Moysés Baumstein.
Iniciou suas atividades paralelamente ao videoclube Metrópolis (também fundado por Baumstein) que, no início da era do videocassete no Brasil, especializou-se na locação de clássicos do cinema e vídeos de arte. Em pouco tempo a produtora firmou-se na área do vídeo independente e da televisão direcionando suas atividades exclusivamente para este tipo de atividade.
A VIDECOM faz parte da primeira geração de produtoras de vídeo juntamente com o Olhar Eletrônico, Videoverso, Imagem Vídeo, TVTUDO e Conecta Vídeo que surgiram para ocupar um espaço na produção audiovisual criado como decorrência da difusão da tecnologia do vídeo profissional em um patamar mais acessível. Isto permitiu a realização de produções vídeográficas fora do ambiente das emissoras de televisão definindo o que são hoje as produtoras independentes de vídeo e TV.
Com a difusão dos meios audiovisuais dentro do ambiente corporativo a VIDECOM passou também a produzir programas empresariais, institucionais e de treinamento.
Foi em suas instalações que Moysés Baumstein montou seu laboratório holográfico que funcionou de 1982 a 2007 quando então foi doado por seus filhos ao Laboratório de Óptica do Departamento de Física da UNICAMP.
Durante a década de 1990, além da produção de vídeos empresariais e culturais, direcionou-se também a produção cinematográfica produzindo o longa-metragem Paixão Perdida, de Walter Hugo Khouri. e o curta-metragem Ela Perdoa de Rachel Monteiro (premiado no Festival de Gramado de 1999 na categoria Melhor Atriz para Vera Zimmerman), além disso prestou serviços de suporte a diversas produtoras cinematográficas para a produção de seus filmes.
Com a Casa de Produção, de Renato Bulcão, foi uma das primeiras empresas no Brasil a montar um laboratório para Kinescopia ou Kinescopagem (transferência de produções em vídeo para película cinematográfica para exibição em cinemas), entre os filmes produzidos por este processo que chegaram ao cinema e streaming está o longa O Velho – A História de Luiz Carlos Prestes de Toni Venturi.
A partir dos anos 2000 a Videcom focou seus trabalhos na produção de conteúdo multimídia para as áreas: corporativa, empresarial, sobre responsabilidade socioambiental e cultural.
Os documentários produzidos pela empresa como Akiko Fujita, IARA Lembranças de Uma Mulher e Tenório Jr.? (estes últimos sobre a repressão durante o regime militar), foram premiados em diversos festivais e mostras de vídeo.
A empresa também presta serviços para o setor publicitário, para produtoras de cinema e emissoras de TV na área de multimídia como computação gráfica, edição não-linear, copiagem inter-formatos, dublagem, legendagem e outros.
Uma de suas especialidades é a digitalização de arquivos de mídias analógicos (fitas de vídeo, filmes, fotos, slides) para o meio digital, como forma de preservação da memória audiovisual em especial para criar material de arquivo digital para instituições, agências de publicidade e empresas.